# Categoraal ziekenhuis
In categorale ziekenhuizen krijgen bepaalde doelgroepen gespecialiseerde, geïsoleerde of chronische gezondheidszorg. Het zijn kleinere ziekenhuizen gericht op revalidatie (of brandwondencentrum), al dan niet in combinatie met de zorg voor ouderen.

De Vlaamse Overheid definieerde categoraal ziekenhuis als een van de drie types algemeen ziekenhuis.